# Rybarze (Stradunia)
Rybarze – przysiółek wsi Stradunia w Polsce, położony w województwie opolskim, w powiecie krapkowickim, w gminie Walce. Wchodzi w skład sołectwa Stradunia.
W latach 1975–1998 przysiółek administracyjnie należał do ówczesnego województwa opolskiego. 

## Nazwa
W alfabetycznym spisie miejscowości na terenie Śląska wydanym w 1830 roku we Wrocławiu przez Johanna Knie wieś występuje pod niemiecką nazwą Fischerei oraz polską Rybarze.